# 김선원
김선원(金善源, 1945년 ~ )은 대한민국의 서예가이다. 충청남도 청양군 출신이며 호는 매산(槑山), 본관은 광산이다.
受學 : 
1. 학남 정환섭
특장점: 
1. 안진경체의 대가.
2. 갈필의 대가.

## 경력
- 일월서단회 회원
- 대동서학회 원장
- 중부소장 미술품관리자문위원
- 고미술협회 감정위원
- 1995년 ~ 2005년 KBS 《TV쇼 진품명품》 감정위원
- 한(대한민국)·중(중화인민공화국)·베(베트남)·몽(몽골) 미술교류전 이사장

## 출연작
- EBS 1TV 《하늘천따지》
- KBS 1TV 《TV쇼 진품명품》

## 상훈
- 한국서예가협회 초대작가상
- 1997년 11월 문화체육부 한복애용자표창
- 제24회 한국미술국제대전 초대작가전:대상(국회의장상, 2017년)